# Ignác Jan Lhotský
Ignác Jan Lhotský (17. června 1794, Litultovice – 2. května 1883, Hradec Králové) byl český učitel, politik a starosta Hradce Králové v letech 1851–1864.

## Životopis
Narodil se 17. června 1794 v Litultovicích. Jeho otec Andreas Lhotský byl dvorním zahradníkem.
Ignác Jan Lhotský se ihned po studiu usadil v Hradci Králové. 18. ledna 1819 byl jmenován docentem ekonomie a terénní ekonomiky na Teologickém semináři v Hradci Králové. 15. srpna 1821 se oženil s Annou Kohoutovou, dcerou hradeckého měšťana a majitele domů. Díky tomu získal značný majetek, například domy čp. 39–40 na Velkém náměstí.
Byl členem Ústředního výboru vlastenecké a hospodářské společnosti v Českém království a 20. dubna 1829 byl zvolen korespondujícím členem této společnosti. Pro tuto společnost každodenně vedl meteorologické záznamy o počasí v Hradci Králové. V roce 1834 vypracoval odborný posudek o důležitosti bratranců Veverkových. Byl členem hradeckého Sokola i dobrovolných hasičů, angažoval se v ochotnickém divadle a šachovém klubu. Jeho práce byla oceněna různými diplomy a vyznamenáními.
28. května 1851 byl zvolen prvním starostou města Hradec Králové. Byl velmi populární a ve své funkci úspěšný. Byl zvolen i podruhé (16. března 1861). Jeho starostování ovšem provází i neúspěchy, např. se mu nepovedlo zbourat městské hradby, které městu bránily v rozvoji. Roku 1864 se rozhodl svůj mandát neobhajovat ze zdravotních důvodů. Do roku 1870 vyučoval na teologickém semináři. V roce 1877 se stal členem Českého lesnického sdružení v Praze.
Zemřel 2. května 1883 v Hradci Králové.

## Rodina
Se svou ženou, Annou Kohoutovou měl několik dětí:
- Hynek Václav Lhotský (1827–1902) – starosta města Hradec Králové v letech 1885–1895
- Marie Lhotská (zem. 1896)
- JUDr. Moric Lhotský (zem. 1893)